# Ла-Буасьер-д’Анс
Ла-Буасье́р-д’Анс (фр. La Boissière-d'Ans) — коммуна во Франции, находится в регионе Аквитания. Департамент — Дордонь. Входит в состав кантона Иль-Лу-Овезер. Округ коммуны — Перигё.
Код INSEE коммуны — 24047.

## География

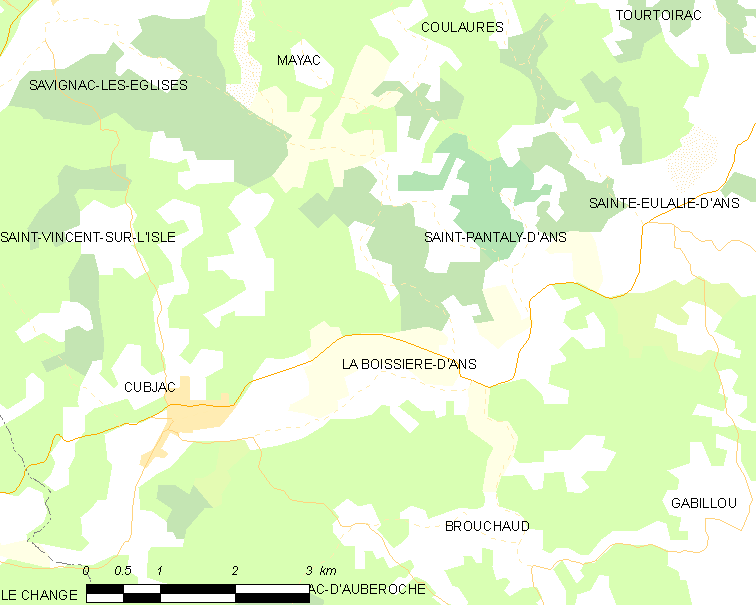
Карта коммуны

Коммуна расположена приблизительно в 420 км к югу от Парижа, в 130 км восточнее Бордо, в 21 км к востоку от Перигё.
По территории коммуны протекает река Овезер.

### Климат
Климат умеренный океанический со средним уровнем осадков, которые выпадают преимущественно зимой. Лето здесь долгое и тёплое, однако также довольно влажное, здесь не бывает регулярных периодов летней засухи. Средняя температура января — 5 °C, июля — 18 °C. Изредка вследствие стечения неблагоприятных погодных условий может наблюдаться непродолжительная засуха или случаются поздние заморозки. Климат меняется очень часто, как в течение сезона, так и год от года.

## Население
Население коммуны на 2010 год составляло 230 человек.
| 1962 | 1968 | 1975 | 1982 | 1990 | 1999 | 2010 |
| ---- | ---- | ---- | ---- | ---- | ---- | ---- |
| 224  | 192  | 185  | 202  | 227  | 219  | 230  |

## Администрация
| Период | Период | Фамилия           | Партия                  | Примечания             |
| ------ | ------ | ----------------- | ----------------------- | ---------------------- |
| 1989   | 2014   | Жан Геррини       | Социалистическая партия | полицейский, пенсионер |
| 2014   | 2020   | Мари-Мадлен Плюви |                         |                        |

## Экономика
В 2010 году среди 150 человек трудоспособного возраста (15-64 лет) 109 были экономически активными, 41 — неактивными (показатель активности — 72,7 %, в 1999 году было 64,7 %). Из 109 активных жителей работали 89 человек (45 мужчин и 44 женщины), безработных было 20 (12 мужчин и 8 женщин). Среди 41 неактивных 8 человек были учениками или студентами, 23 — пенсионерами, 10 были неактивными по другим причинам.

## Достопримечательности
- Церковь Св. Мартина[5]
- Замок Анс
- Замок Бруйетс (XV век)

## Города-побратимы
- Анс (Бельгия, с 1999)

## Фотогалерея

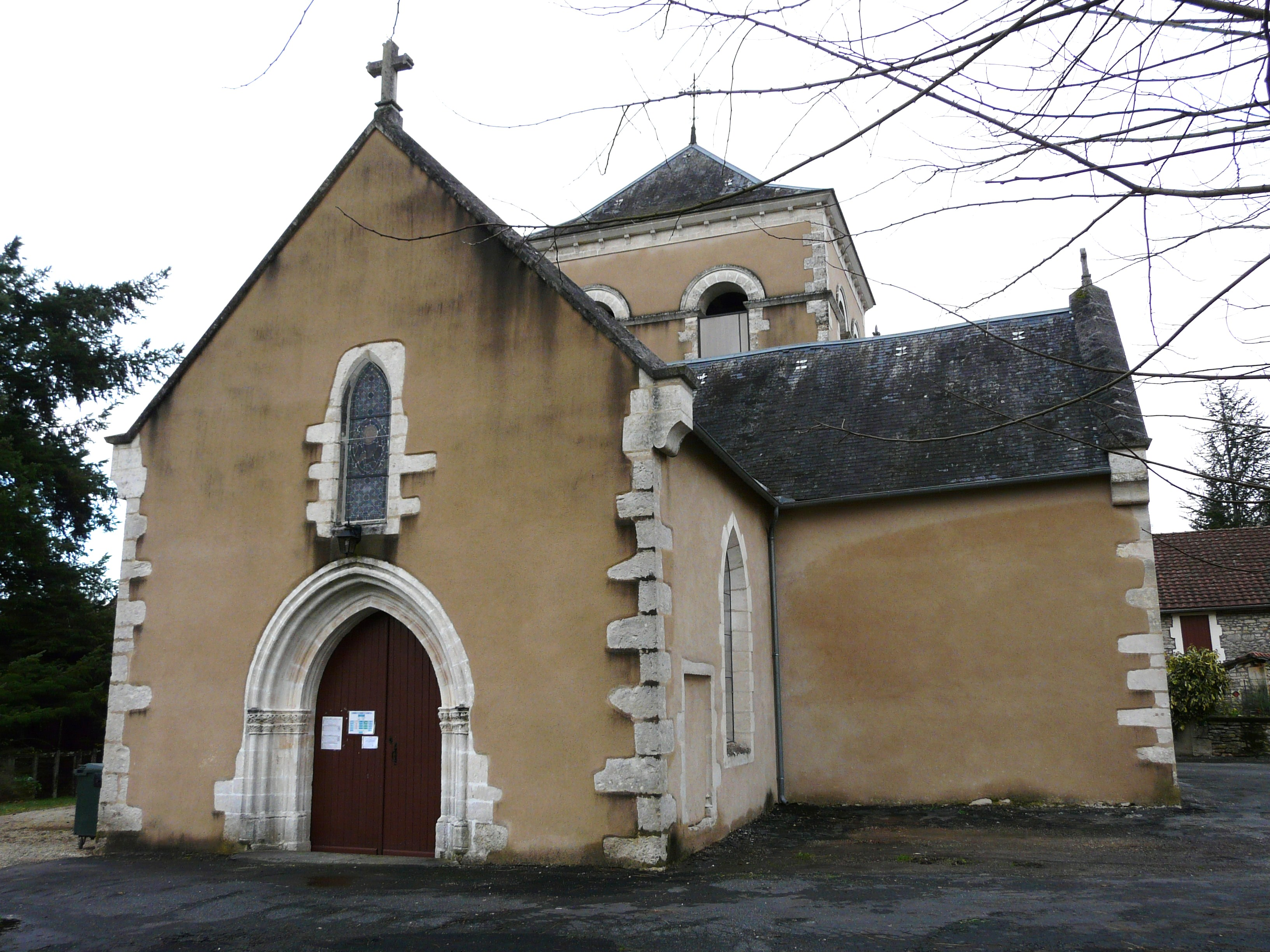
Церковь Св. Мартина
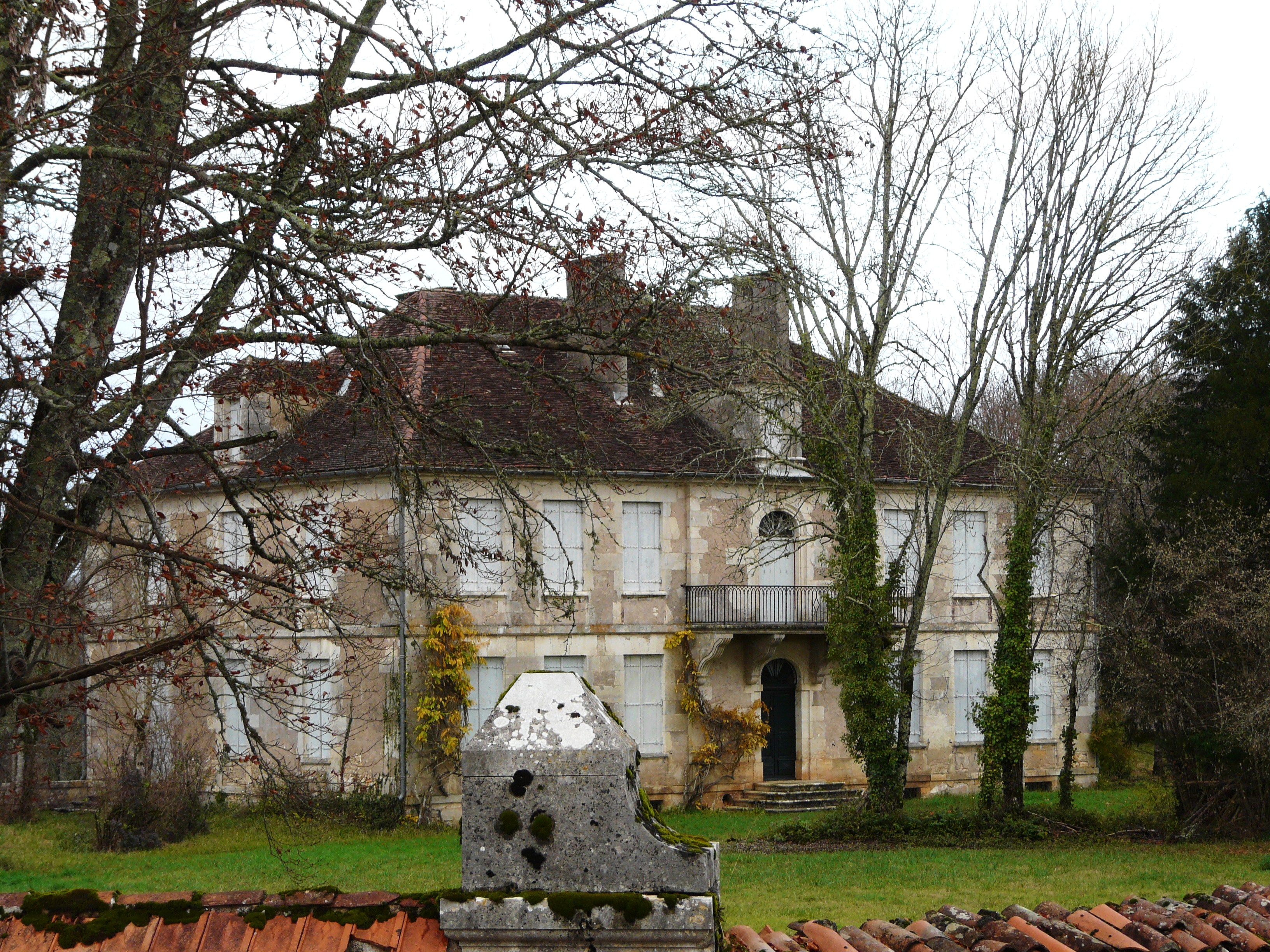
Замок Анс
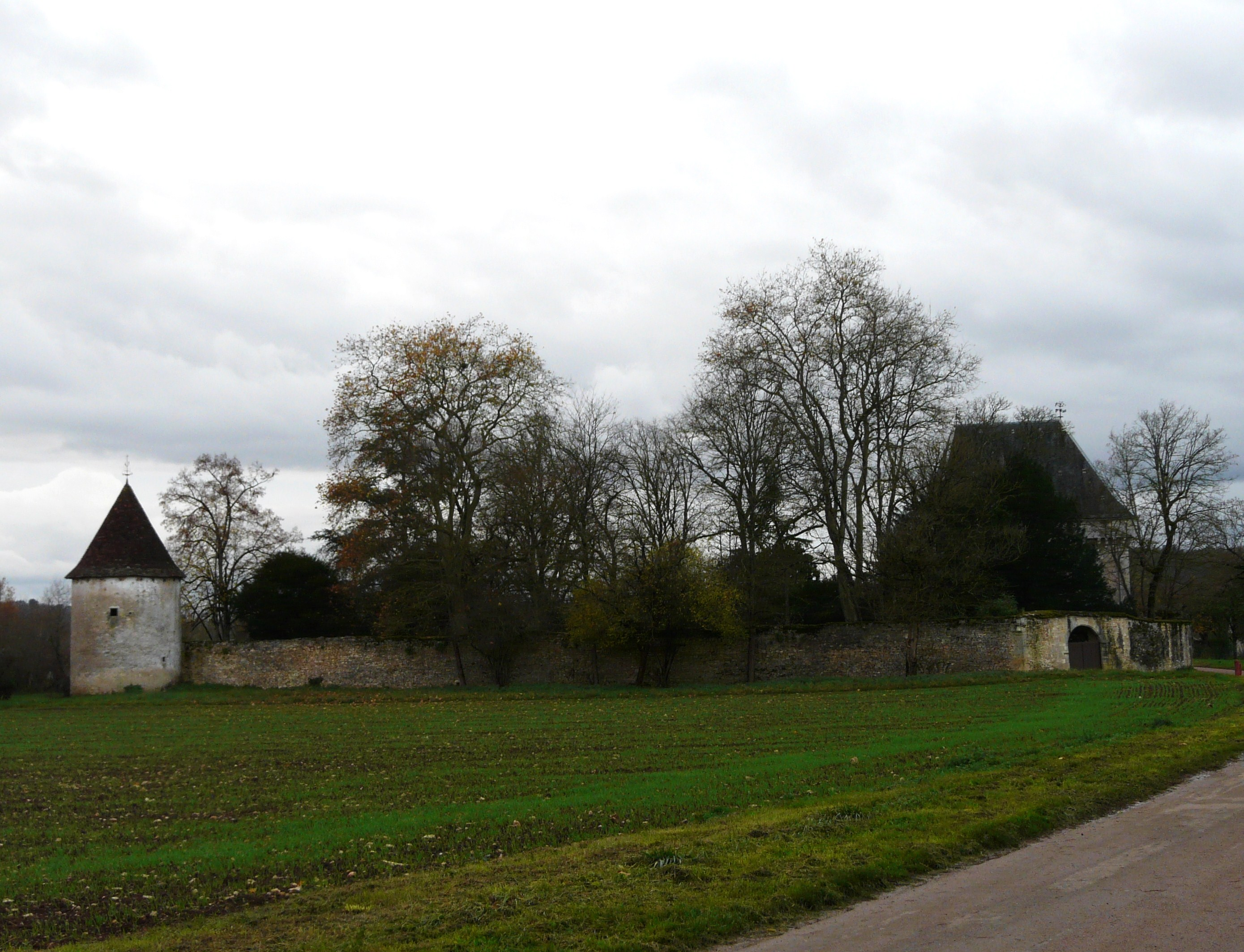
Замок Бруйетс
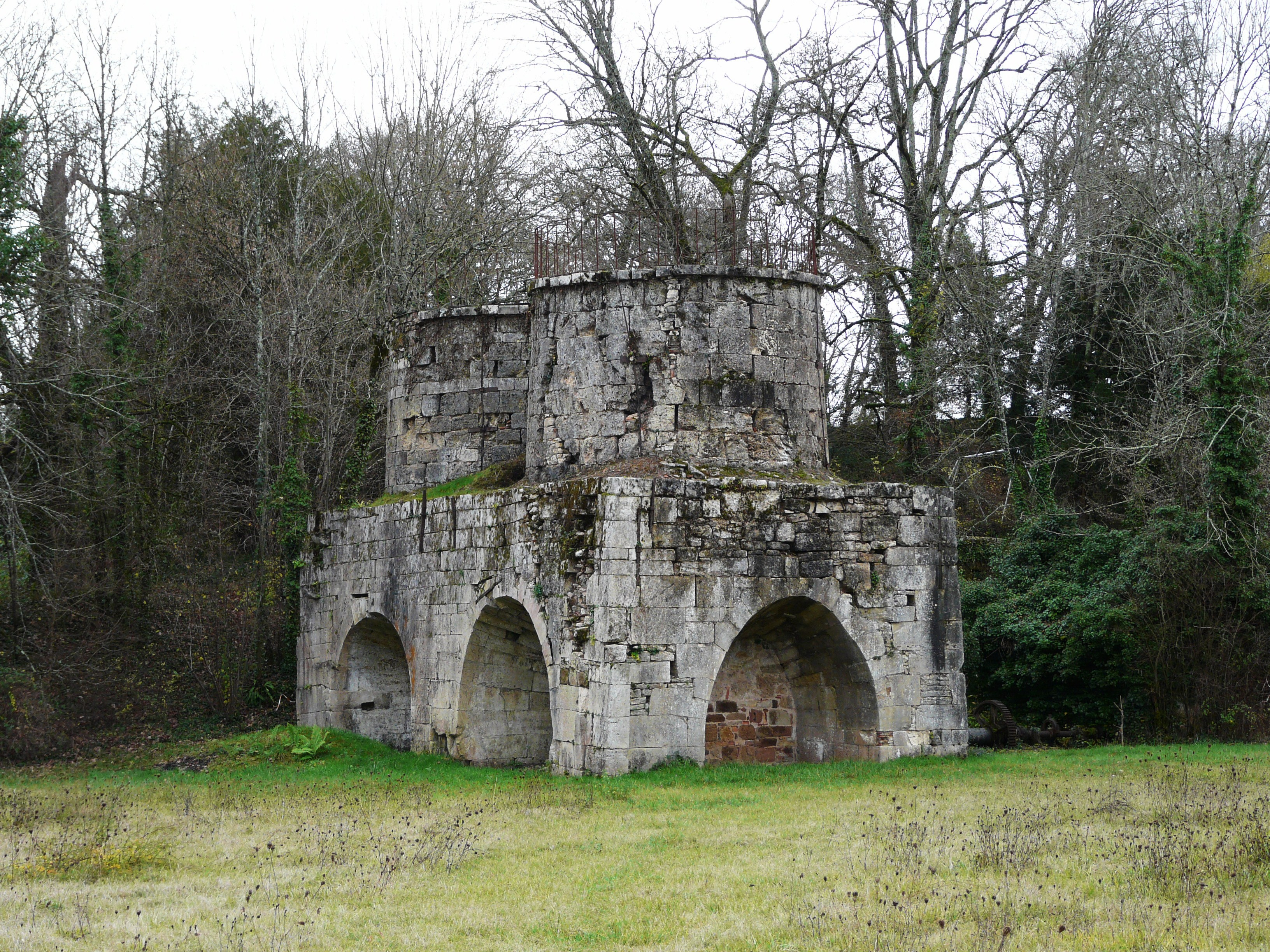
Старая печь
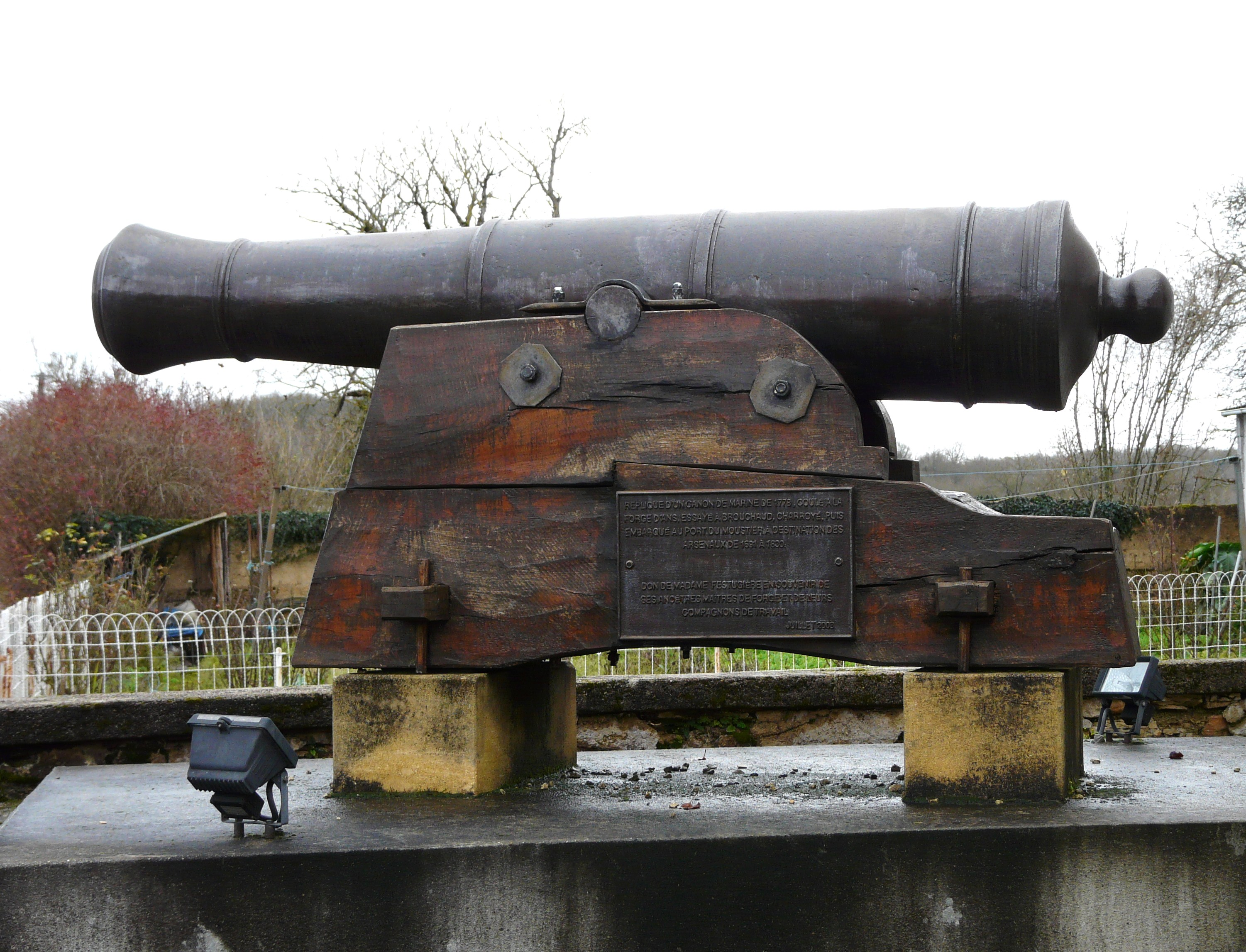
Пушка 1778 года
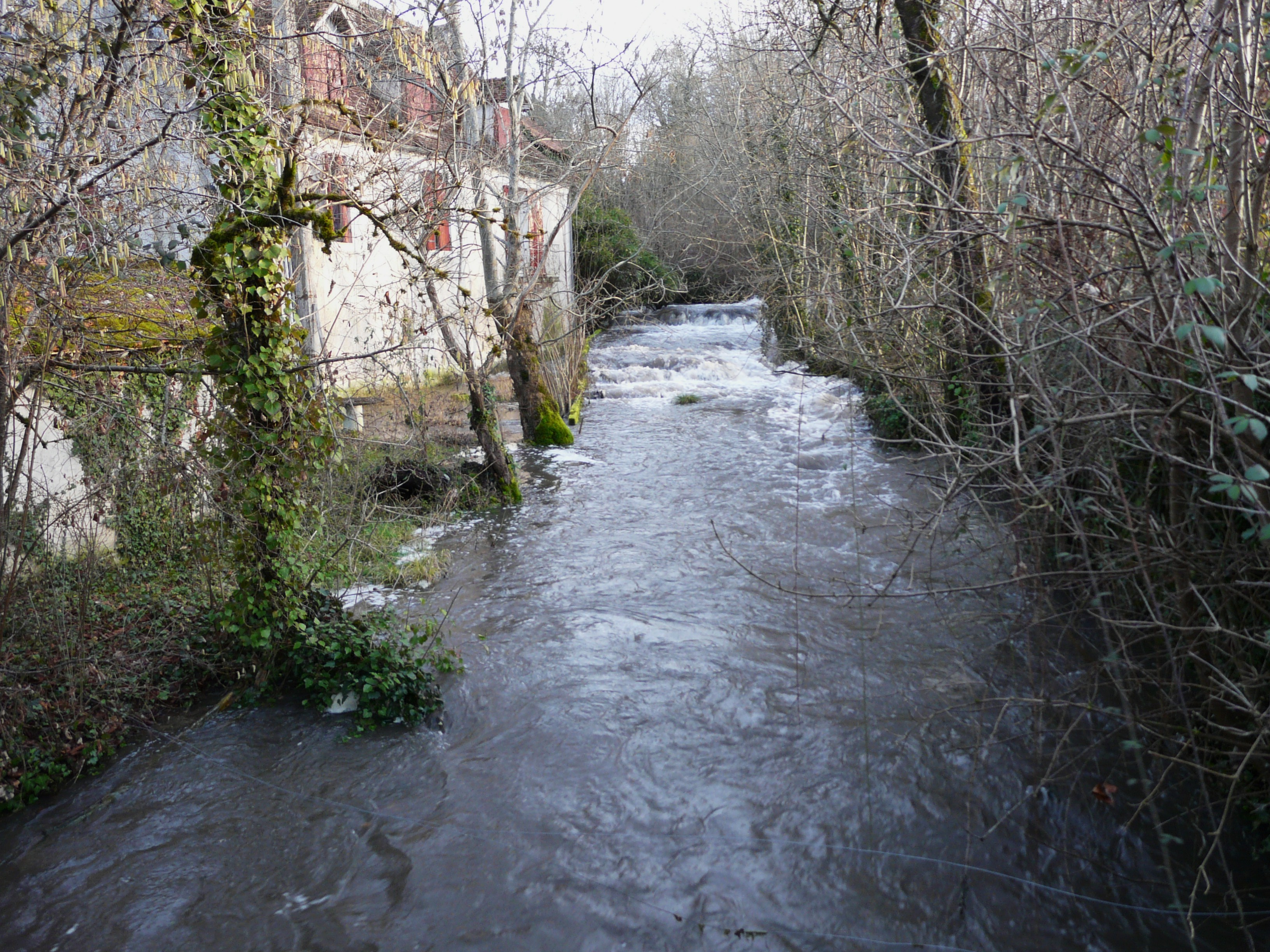
Река Блам